# Wish You Were Here (Badfinger)
Wish You Were Here è il sesto album in studio del gruppo musicale britannico Badfinger, pubblicato nel 1974.

## Tracce
Side 1
1. Just a Chance – 2:58
2. Your So Fine – 3:03
3. Got to Get Out of Here – 3:31
4. Know One Knows – 3:17
5. Dennis – 5:15

Side 2
1. In the Meantime/Some Other Time – 6:46
2. Love Time – 2:20
3. King of the Load (T) – 3:32
4. Meanwhile Back at the Ranch/Should I Smoke – 5:18

## Formazione
- Pete Ham - chitarra, tastiere, voce
- Tom Evans - basso, voce
- Joey Molland - chitarra, voce
- Mike Gibbins - batteria, voce